# Pristimantis sagittulus
Espèce
Synonymes
- Eleutherodactylus sagittulus Lehr, Aguilar & Duellman, 2004

Pristimantis sagittulus est une espèce d'amphibiens de la famille des Craugastoridae.

## Répartition
Cette espèce est endémique de la province d'Oxapampa dans la région de Pasco au Pérou. Elle se rencontre entre 2 050 et 2 200 m d'altitude dans la cordillère Orientale.

## Publication originale
- Lehr, Aguilar & Duellman, 2004 : A striking new species of Eleutherodactylus from Andean Peru (Anura: Leptodactylidae). Herpetologica, vol. 60, no 2, p. 275-280 (texte intégral).